# Покомчи (язык)
Покомчи — язык народа покомчи, относится к майяской семье языков. Распространён в гватемальском департаменте Баха-Верапас (муниципалитет Пурулья) и в прилегающих муниципалитетах Альта-Верапаса: Санта-Крус-Верапас, Сан-Кристобаль-Верапас, Тактик, Тамау и Тукуру. Кроме того, покомчи распространён в муниципалитете Чикаман департамента Киче, граничащем с Альта-Верапас. Выделяют 2 основных диалекта: восточный (1) Архивная копия от 2 октября 2012 на Wayback Machine и западный (2) Архивная копия от 16 октября 2012 на Wayback Machine. Очень близкородственен языку покомам. Число носителей — 92 900 человек.
Алфавит из издания 1973 года: A a, B b, C c, C' c', Ch ch, Ch' ch', E e, H h, I i, J j, K k, K' k', L l, M m, N n, O o, P p, P' p', Qu qu, Q'u q'u, R r, S s, T t, T' t', U u, W w, X x, Y y.